# Огиевка (Винницкая область)
Огиевка (укр. Огіївка) — село на Украине, находится в Гайсинском районе Винницкой области.
Код КОАТУУ — 0520882609. Население по переписи 2001 года составляет 378 человек. Почтовый индекс — 23755. Телефонный код — 4334.
Занимает площадь 1,53 км².

## Адрес местного совета
23755, Винницкая область, Гайсинский р-н, с. Киблич, ул. Ленина, 90Е